# Futbol'nyj Klub Novokuzneck
Il Futbol'nyj Klub Novokuzneck (in russo Футбольный Клуб Новокузнецк?) o più semplicemente Novokuzneck (storicamente noto anche con i nomi di Metallurg-Kuzbass e Metallurg Novokuzneck) è una società calcistica russa con sede nella città di Novokuzneck.

## Storia
La società fu fondata nel 1937 e partecipò al primo torneo del sistema del campionato sovietico di calcio nel 1946. Una delle pagine più gloriose della storia della squadra di Novokuzneck è rappresentata dal raggiungimento degli ottavi di finale della Coppa dell'URSS nell'edizione del 1961. In tale occasione la squadra riuscì a sconfiggere due avversarie militanti nella massima serie del campionato sovietico, il Kairat Almaty ed il Paxtakor. Agli ottavi la squadra venne eliminata dal Lokomotiv Mosca.
Grazie alla vittoria nel proprio girone di terza serie nel 2002, la squadra ottenne la promozione nella Pervyj divizion, la seconda serie del campionato russo di calcio. Nella Pervyj divizion 2003 giunse tredicesima conquistando la salvezza. L'anno seguente si classificò sedicesima ottenendo ancora una volta la permanenza nella seconda serie. Nella Pervyj divizion 2005 il Metallurg non andò oltre il diciottesimo posto: questo risultato comportò la retrocessione della squadra. Dopo un anno di permanenza in terza serie il Metallurg tornò a giocare in Pervyj divizion nel 2008, grazie alle rinunce occorse ad altre società, ma retrocesse a causa del sedicesimo posto. Grazie alla vittoria nella Vtoroj divizion 2011-2012 la società ottenne l'ennesima promozione in Pervyj divizion; nonostante avesse ottenuto la salvezza, rinunciò ad iscriversi, ripartendo dai dilettanti.
Vinse immediatamente il girone siberiano, ottenendo il ritorno tra i professionisti. Al secondo anno consecutivo in terza serie, durante la stagione 2015-2016, si ritirò a campionato in corso. Ripartì dai dilettanti dove, tra il 2017 e il 2019, vinse tra campionati consecutivi, rinunciando sempre ad iscriversi tra i professionisti. Al termine della stagione 2020, scese volontariamente di categoria, disputando la seconda serie dilettanti, il quinto livello del campionato russo.

## Palmarès
- Vtoraja liga Rossii: 4

1999 (Girone Est), 2000 (Girone Est), 2002 (Girone Est), 2011-2012 (Girone Est)
- Campionato russo dilettanti: 4

2013 (Girone Siberia), 2017 (Girone Siberia), 2018 (Girone Siberia), 2019 (Girone Siberia)

## Organico

### Rosa 2012-2013
| N. |                   | Ruolo | Calciatore         |
| -- | ----------------- | ----- | ------------------ |
| 1  | Russia (bandiera) | P     | Aleksandr Sautin   |
| 3  | Russia (bandiera) | D     | Aleksej Sapaev     |
| 4  | Russia (bandiera) | D     | Denis Buchrjakov   |
| 5  | Russia (bandiera) | D     | Pavel Samojlov     |
| 7  | Russia (bandiera) | C     | Andrej Klimenko    |
| 9  | Russia (bandiera) | C     | Vladimir Avsjuk    |
| 11 | Russia (bandiera) | C     | Sergej Narylkov    |
| 12 | Russia (bandiera) | C     | Andrej Volgin      |
| 13 | Russia (bandiera) | A     | Vjačeslav Kirillov |
| 14 | Russia (bandiera) | A     | Ivan Špakov        |
| 16 | Russia (bandiera) | P     | Jurij Djupin       |

| N. |                       | Ruolo | Calciatore       |
| -- | --------------------- | ----- | ---------------- |
| 17 | Russia (bandiera)     | D     | Roman Tkachuk    |
| 18 | Russia (bandiera)     | C     | Sergej Emeljanov |
| 19 | Russia (bandiera)     | C     | Anton Kiselëv    |
| 20 | Russia (bandiera)     | D     | Igor' Nedorezov  |
| 23 | Russia (bandiera)     | A     | Valentin Egunov  |
| 25 | Russia (bandiera)     | P     | Dmitrij Cicilin  |
| 30 | Russia (bandiera)     | C     | Maksim Koršunov  |
| 31 | Russia (bandiera)     | D     | Georgij Zotov    |
| 33 | Russia (bandiera)     | D     | Ismail Ėdiev     |
| 55 | Uzbekistan (bandiera) | A     | Vladimir Šišelov |
| 77 | Russia (bandiera)     | A     | Andrej Kozlov    |